# Masoveria del Puig
Masoveria del Puig és una casa de Malla (Osona) inclosa a l'Inventari del Patrimoni Arquitectònic de Catalunya.

## Descripció
Estructura de planta rectangular coberta a doble vessant, amb l'entrada principal, de mig punt, oberta vers llevant.

## Història
El parament de la façana ens indica que la casa ha estat modificada en el sector corresponent a la porta principal. Dues dates significatives, gravades en la pedra, una en la dovella central de la porta, l'altra en una pedra situada en una de les juntes del parament, ens indiquen l'època de la construcció inicial o bé l'ampliació. Malgrat les transformacions, també de les obertures (s. XX), conserva un aspecte unitari quant a la utilització de materials.